# Villa veneta

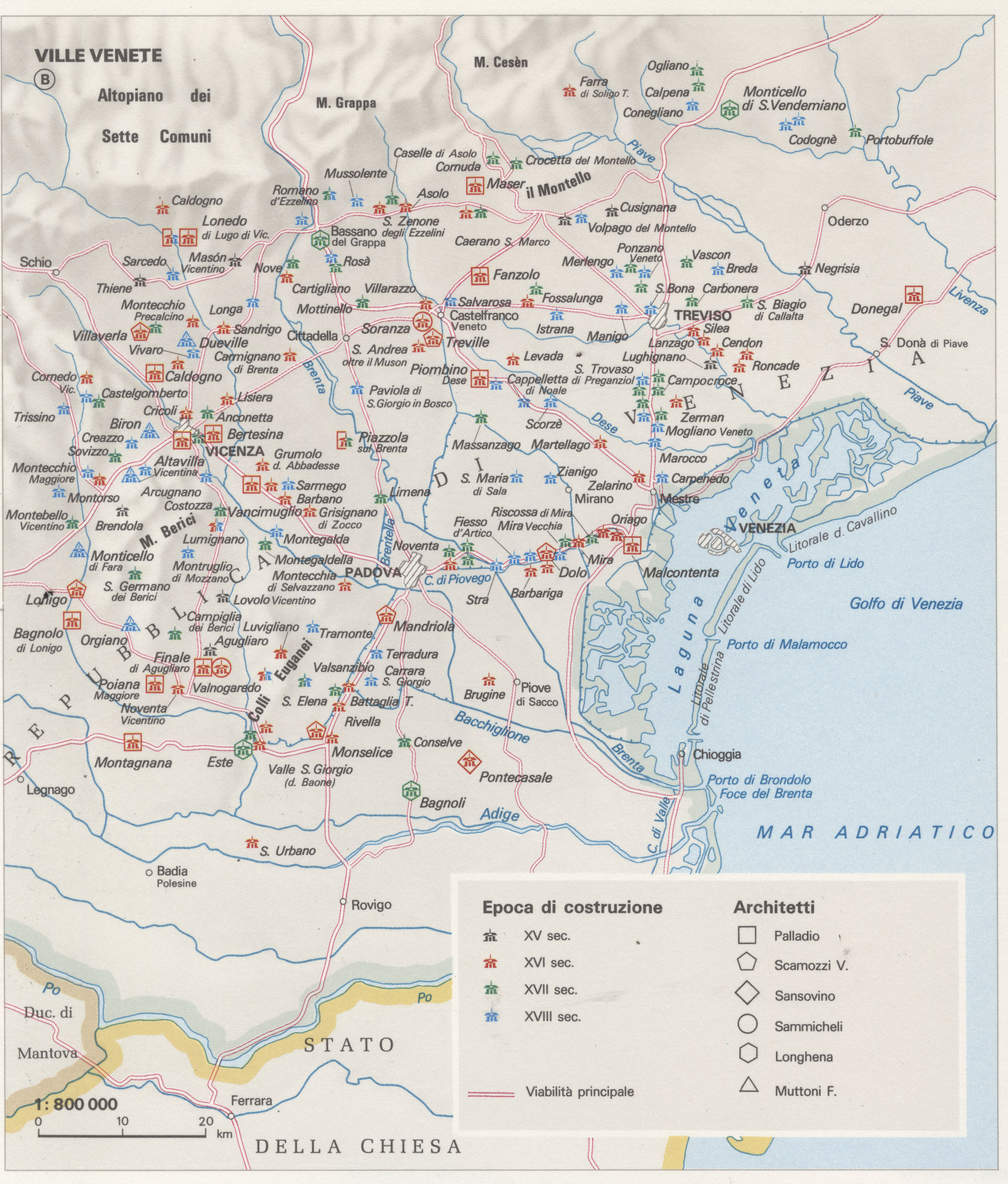
Localizzazione delle ville venete

La villa veneta è una tipologia di residenza patrizia fondata dal patriziato della Repubblica di Venezia e sviluppatasi nelle aree agricole dei Domini di Terraferma tra la fine del XV secolo e il XIX secolo.
In questo arco temporale furono realizzate più di quattromila ville venete, molte delle quali sono ancora conservate e tutelate dall'Istituto regionale ville venete; le zone interessate dalla presenza di questi edifici sono l'intero Veneto, in particolare la Riviera del Brenta, e alcune pianure del Friuli-Venezia Giulia.
Nel Veneto vi sono 3 807 ville e nel Friuli 436. Circa l'80% delle ville sono proprietà private, il 5% appartiene alla Chiesa cattolica e il resto è di proprietà pubblica o mista.
Nel XVI secolo, con l'architetto Andrea Palladio, si formò uno specifico tipo di villa veneta, individuato con il nome di villa palladiana: le ville palladiane del Veneto (24 ville) sono state inserite nell'elenco dei patrimoni dell'umanità dell'UNESCO e sono state fonte di ispirazione per numerose realizzazioni dei successivi architetti, non solo nell'Italia nord-orientale ma in molte altre parti del mondo.
Oltre a Palladio, le ville venete sono legate ai nomi di grandi architetti quali Vincenzo Scamozzi, Jacopo Sansovino, Michele Sanmicheli, Baldassare Longhena, Francesco Muttoni, Giovanni Maria Falconetto, e di straordinari artisti come Giovanni Battista Zelotti, Paolo Veronese, Giambattista Tiepolo.

## Storia

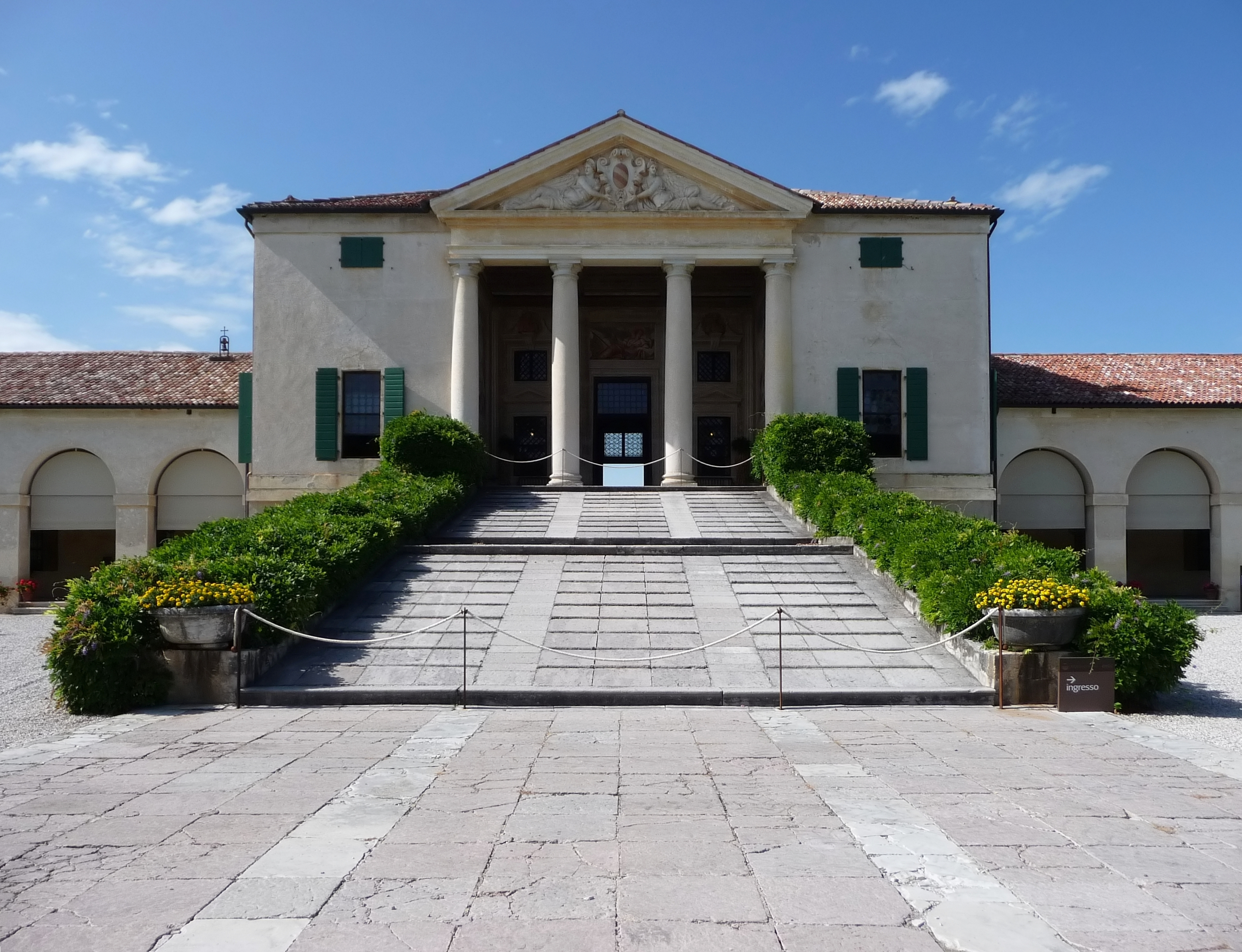
Villa Emo a Fanzolo di Vedelago, di Andrea Palladio

La conquista veneziana della Terraferma veneto-friulana, compiutasi tra il XIV ed il XV secolo, comportò un sempre maggiore interessamento dell'aristocrazia veneto-veneziana per i possedimenti fondiarii. Alle grandi proprietà si accompagnarono grandi investimenti in agricoltura, spesso derivati dai redditi mercantili delle famiglie, ma che furono poi remunerati dalla produttività delle tenute. Il simbolo di questo "mondo" fu la villa veneta, in cui si affiancavano sia l'estetica e la grandiosità della residenza signorile, sia gli edifici necessari alla gestione della tenuta circostante: aveva dunque, a differenza di altri sistemi di ville, una doppia funzione, sia di rappresentanza e di svago, che di centro produttivo. Tale sviluppo avvenne, come detto, anche grazie alle fortune mercantili veneziane: le quali, al contrario di quanto sostenga la "leggenda" spesso dominante, non erano rivolte esclusivamente al Mar Mediterraneo (si vedano ad esempio le galee che prestavano regolare servizio commerciale con le Fiandre, o la Compagnia veneta del Baltico), di cui comunque rimase la principale potenza commerciale fino al 1797 ed in cui i commerci rimasero importanti (pur se declinanti nella loro quota di commercio globale) anche dopo che le potenze euro-atlantiche ebbero aperto nuove rotte commerciali ed esplorato nuovi territori.
Si andava così a soddisfare anche quel bisogno veneziano di ritorno alla terraferma e alla campagna, che, in una città fatta di strette calli e di orizzonti lagunari, era divenuta quasi un mito.
Lo sviluppo delle Ville Venete coincide con i secoli della lunga pace assicurata in terraferma dalla Repubblica di Venezia. Esse rappresentarono centri diffusi di sviluppo economico agricolo, artigiano, culturale e civile, in un territorio dove era garantita la sicurezza e ottime vie di collegamento terrestri e fluviali. La struttura della villa di Terraferma trova la sua base nei castelli, caduti in disuso e perlopiù ubicati in aree rialzate e di valore paesaggistico: a partire da queste architetture, la nobiltà veneziana inizia la conversione in villa, aggiungendovi nel tempo un numero crescente di elementi stilistici tipici dell'architettura della città, fino ad elaborare un modello che ha il suo apice nelle dimore palladiane; così modello urbano e modello rurale vanno a innestare un interscambio culturale che si protrae nei secoli: la venezianità viene esportata nelle eleganti dimore di Terraferma, mentre l'amore per le campagne e per gli orizzonti collinari influenza soprattutto l'arte cinquecentesca di Venezia, come testimoniato dalle opere di Giorgione e Tiziano.

### Sviluppo
Dopo un primo periodo di reale impegno agronomico sul territorio, la villa divenne una moda, propagandosi a tal punto che le famiglie nobili spesero gigantesche ricchezze per costruire delle ville da usare solo d'estate, dalla vigilia della festa di Sant'Antonio di Padova, il 13 giugno, alla fine di luglio o al massimo fino al periodo della vendemmia.
L'edificio della villa perse i suoi connotati rustici, aumentando di misura, eguagliando per lo sfarzo interno i palazzi di città; si arricchì inoltre di vasti giardini lussureggianti di piante esotiche e siepi potate a disegno, dove si creavano complessi giochi d'acqua, tendendo in tutto a rivaleggiare con modelli internazionali come la reggia di Versailles dei re di Francia a cui alcuni facoltosi possidenti intendevano equipararsi, a volte consumando nell'intento l'intera fortuna di famiglia.

## Struttura tipica
La struttura tipo della villa veneta è inserita in una grande proprietà agricola.
Al centro del complesso delle proprietà si situa il corpo architettonico centrale (Villa o casa dominicale o colonica) residenza dei proprietari (elaborata e ornata in quanto luogo di rappresentanza), nonché di villeggiatura estiva; quasi tutte le ville erano prive di sistemi di riscaldamento invernale e di cucina.
Accanto alla casa destinata alla residenza del padrone, si trovavano le costruzioni dedicate al lavoro agricolo: depositi, serre, ecc.
In Veneto nasceva una particolare tipologia: la barchessa, una costruzione unitaria, generalmente allungata che raccoglieva merci e attrezzature. Si trattava di una grande innovazione, perché dava una forma architettonica aulica ad esigenze fino ad allora ritenute indegne di onore.
La straordinaria struttura architettonica favorì lo sviluppo di tutte le arti decorative connesse con l'architettura: scultura, pittura, decorazione a fresco ed ebanisteria, arte dei giardini regolazione delle acque necessarie alla regolazione di fontane e laghetti.

### Ville palladiane
La reputazione dall'architetto Andrea Palladio agli inizi, ed anche dopo la morte, si è fondata sulla sua abilità di disegnatore di ville. Le ville da lui edificate sono concentrate per la maggior parte nella provincia di Vicenza. Furono commissionate intorno alla metà del Cinquecento dalle famiglie più importanti del luogo, soprattutto aristocratici ma anche alcuni esponenti dell'alta borghesia della Repubblica di Venezia.
Insieme alla città di Vicenza, 24 ville palladiane del Veneto sono state inserite, tra il 1994 e il 1996, nella lista Patrimoni dell'umanità dell'UNESCO.
Grazie anche alle loro descrizioni e ai dettagliati disegni pubblicati da Palladio nel trattato I quattro libri dell'architettura (1570), le ville palladiane divennero per i secoli successivi oggetto di studio per gli architetti europei, che si ispirarono ad esse per le loro realizzazioni.

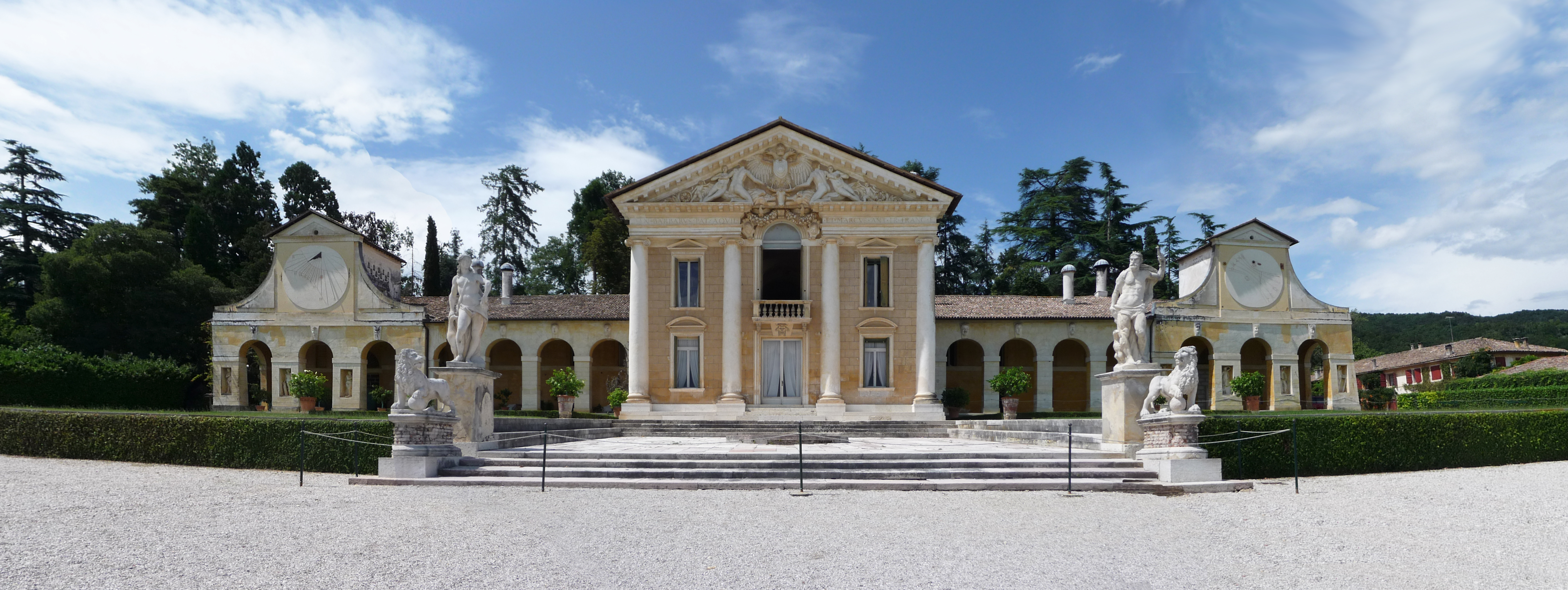
Villa Barbaro a Maser, di Andrea Palladio

## Galleria d'immagini

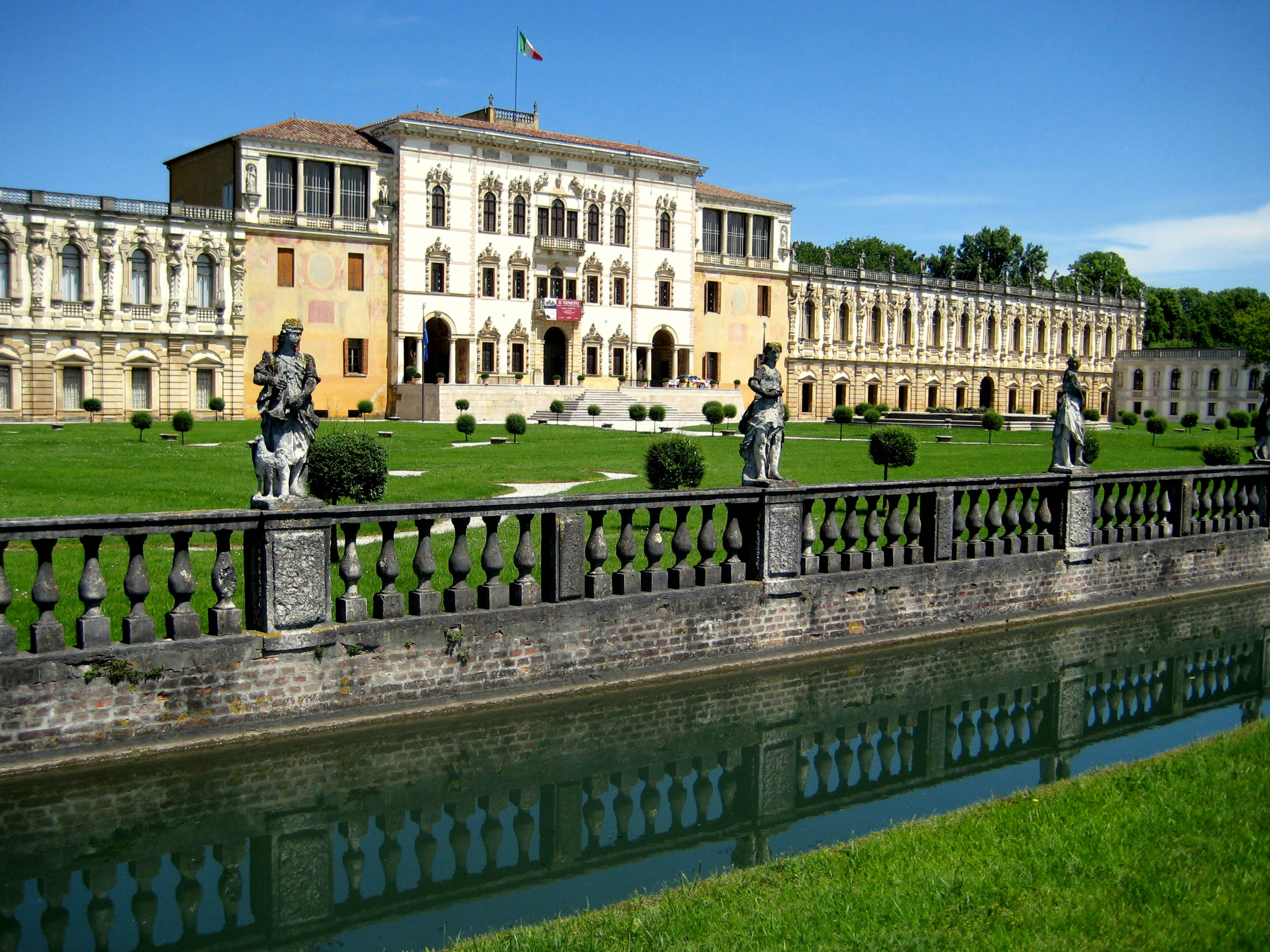
Villa Contarini a Piazzola sul Brenta, una delle più grandi ville venete
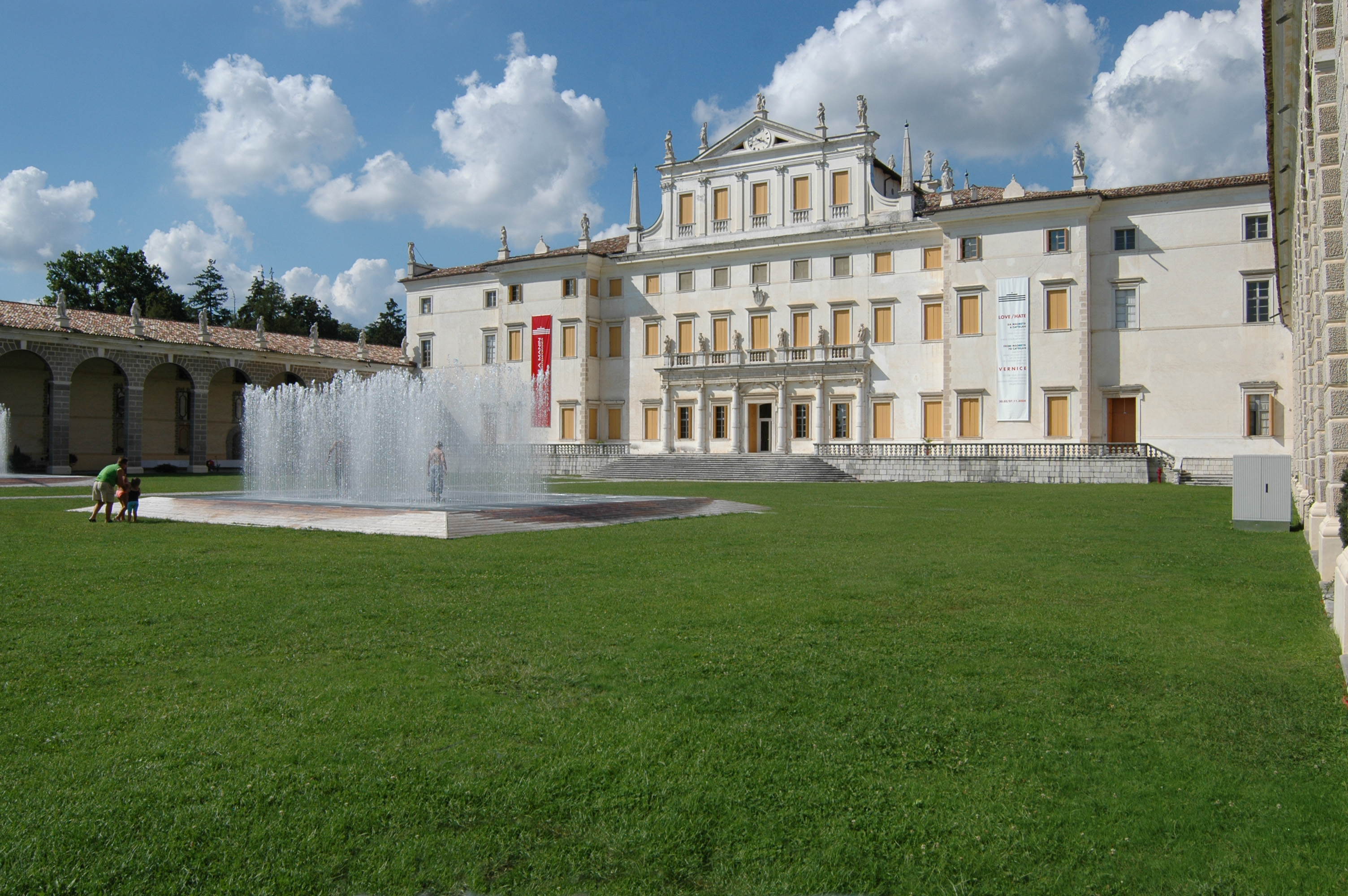
Villa Manin di Domenico Rossi a Passariano di Codroipo
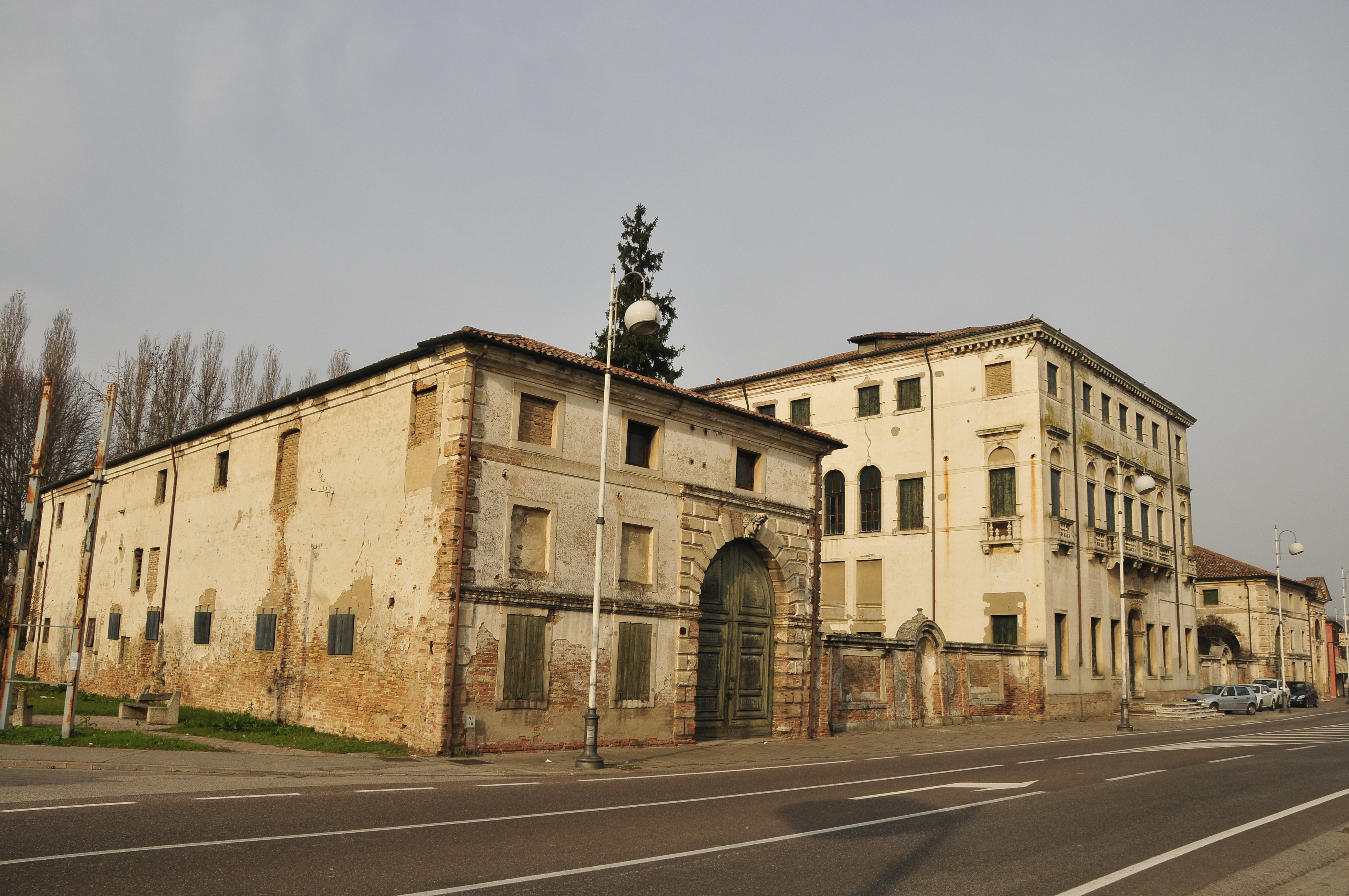
Palazzo Priuli Ballan a Piove di Sacco
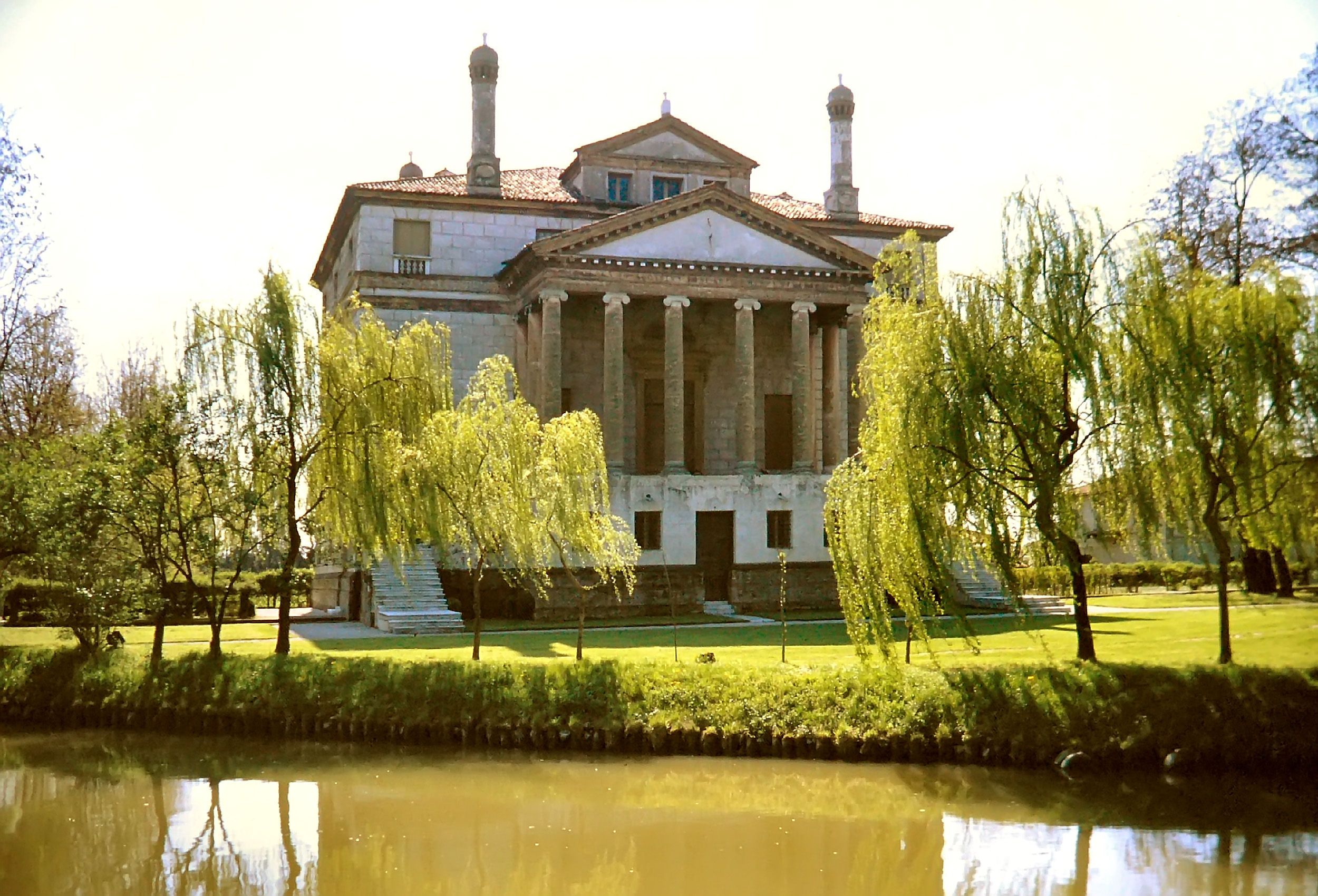
Villa Foscari detta La Malcontenta, di Andrea Palladio
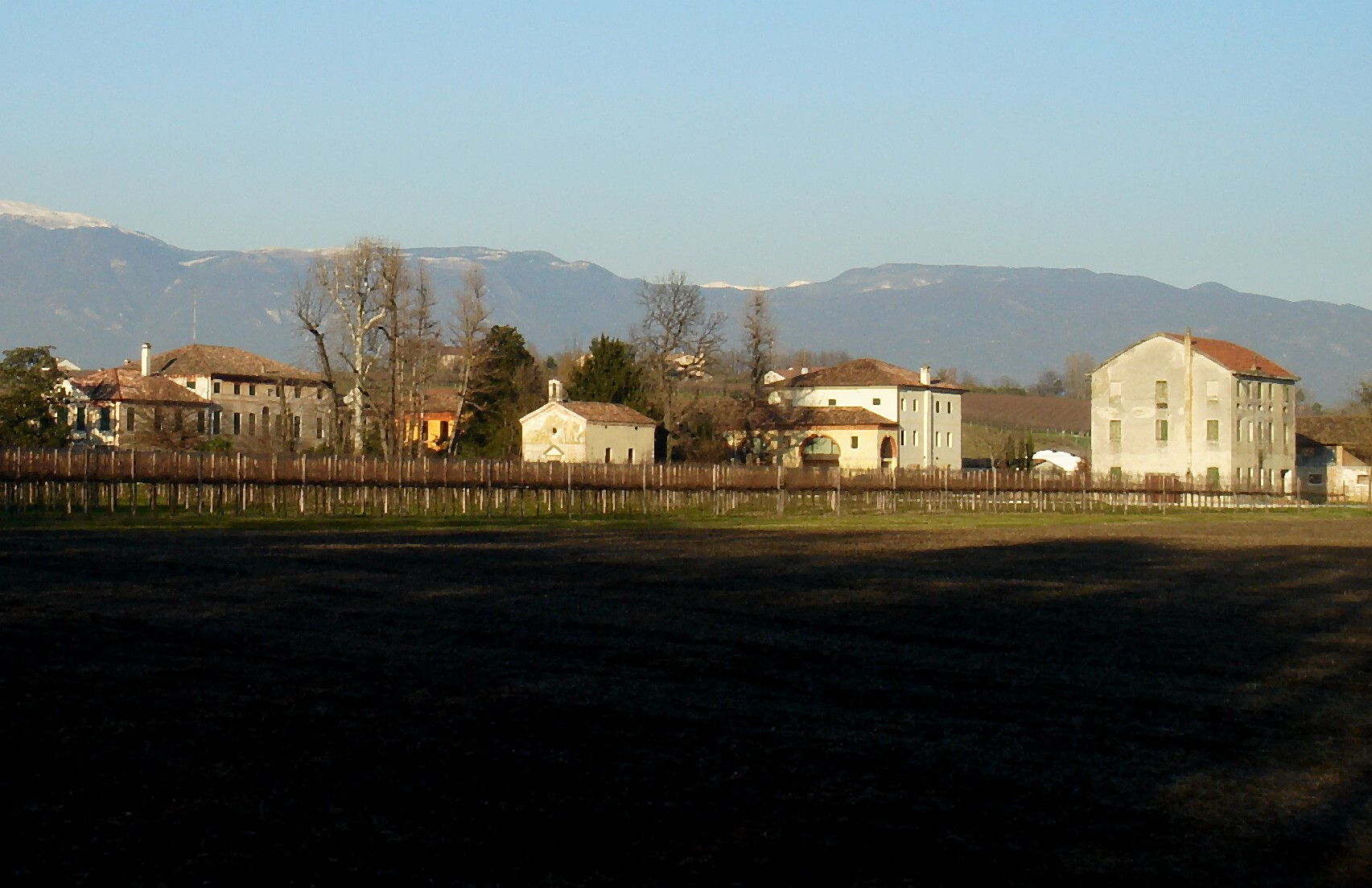
Veduta di una tipica struttura di villa veneta (Villa Malvolti di Castello Roganzuolo), con edificio padronale, barchessa e annessi, il tutto inserito in una vasta tenuta agricola
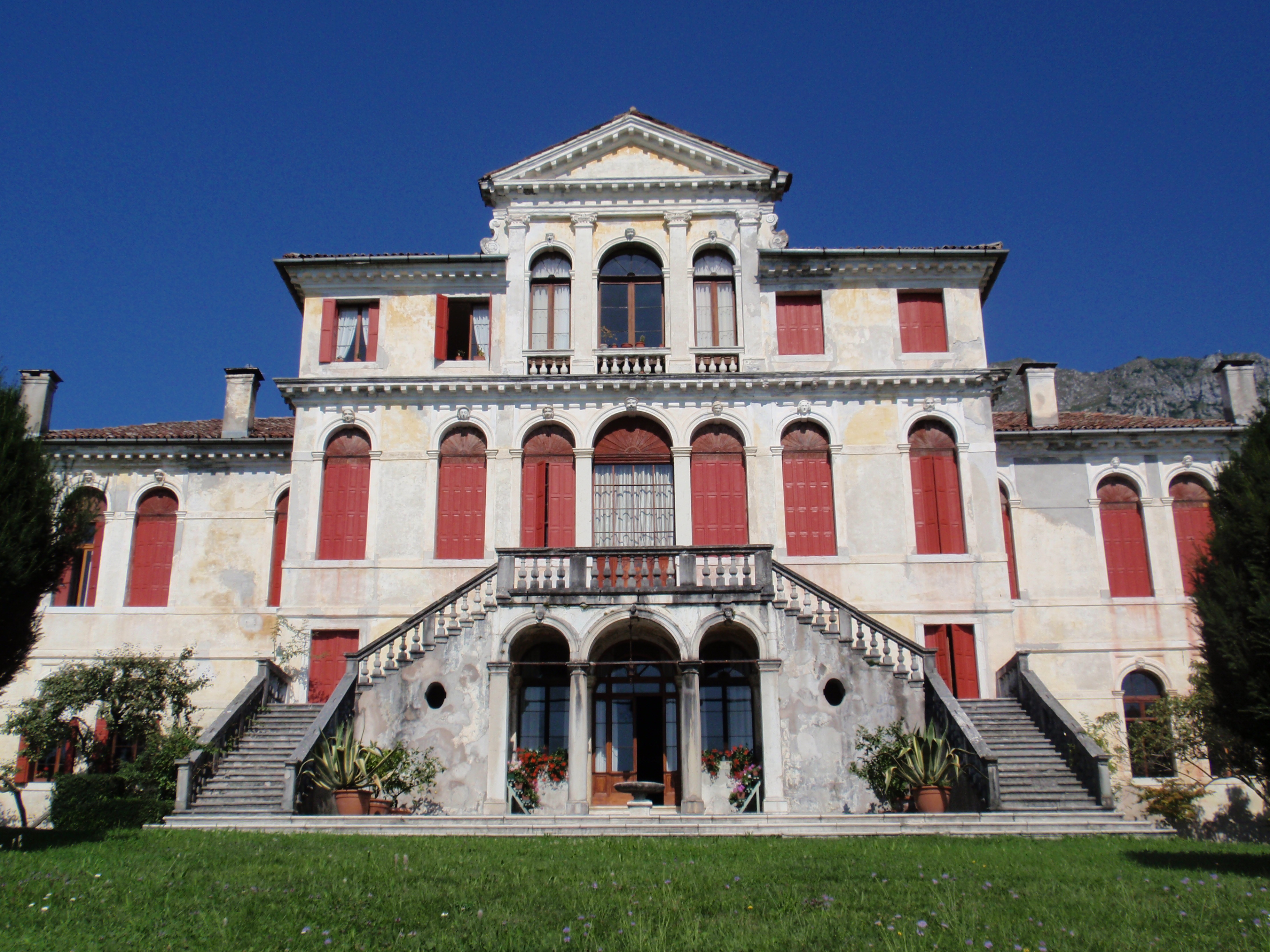
Villa Sandi-Zasso a Sospirolo
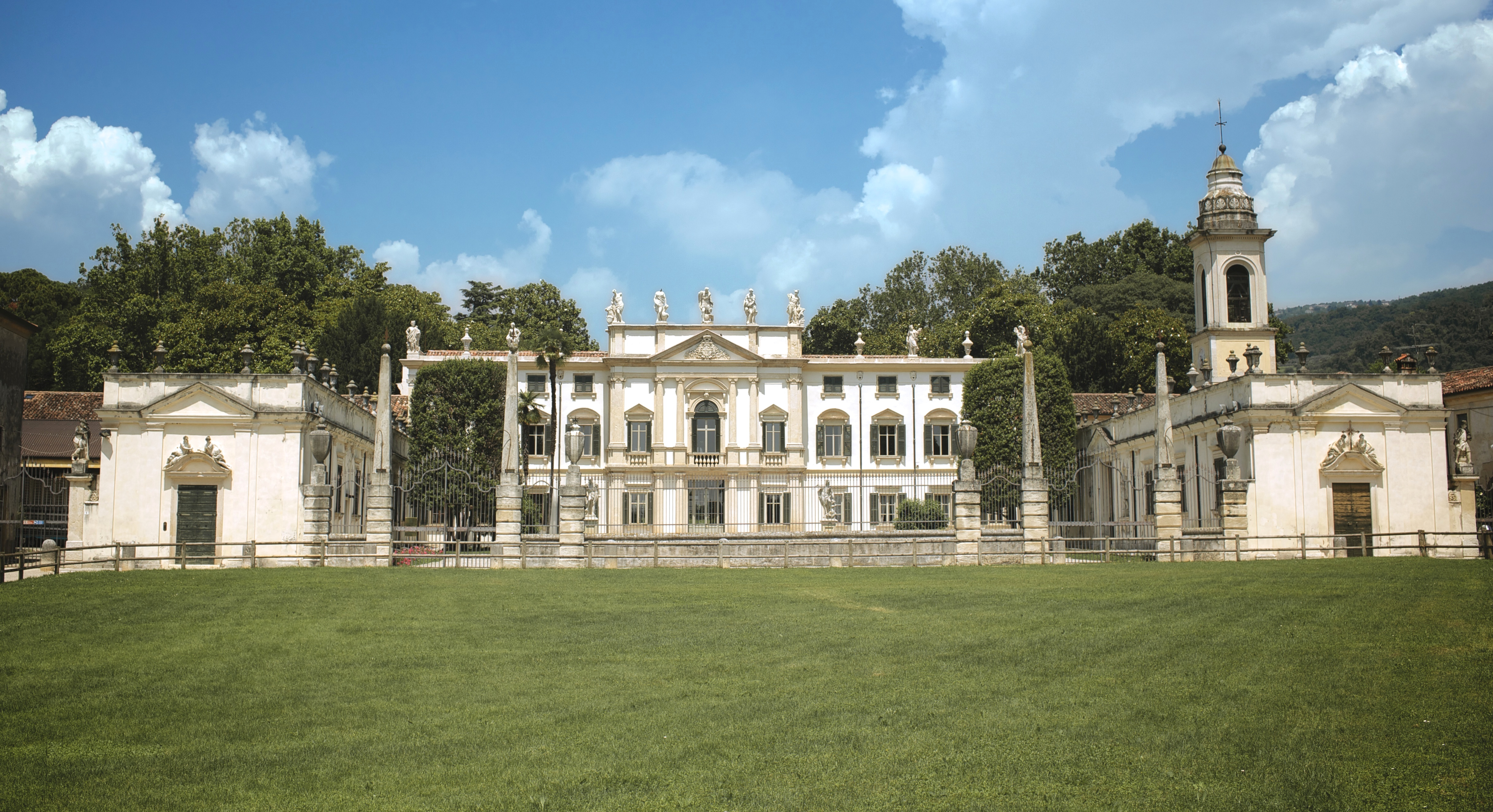
Villa Mosconi Bertani Arbizzano di Negrar Verona